# ユースタス・マリンズ
ユースタス・マリンズ(Eustace Clarence Mullins, Jr. 英語発音: [ˈmʌlənz]、1923年3月9日 - 2010年2月2日)はアメリカの政治評論家。en:David Randallによると陰謀論者であるが、著書はen:Sacred Heart University歴史学部出版の論文に用いられている。本人によればモリンズと発音する。

## 経歴
ロアノーク (バージニア州)で、メイフラワー号でアメリカに渡った名家に生まれる。ワシントン・アンド・リー大学、美術学校を卒業した。
マリンズはオハイオ州立大学、ニューヨーク大学、ノースダコタ大学で教育を受けたと自称しているが、FBIはニューヨーク大の夏期講習を除き、これらのどの大学にも通っていたことを証明することは出来なかった。
1942年、准尉として入隊、空軍に配属され、第二次世界大戦に3年2か月従軍した。
1949年、反戦を訴えて国家反逆罪で収監されていた詩人エズラ・パウンドと知り合い、その釈放運動に携わる。
調査専門職員としてアメリカ議会図書館に勤務。ジョセフ・マッカーシー上院議員による共産党の資金源究明調査に協力した。のち同図書館を解雇された。
1953年4月から1954年4月まで、American Petroleum Industries Committee (APIC)に雇われていた。1954年には下院非米活動委員会に、特にヒトラーとイエス・キリストを比較してどちらもユダヤ人の被害者であると表現した1952年の論文"Adolph Hitler: An Appreciation"が注目され、「ネオ・ファシスト」として名を挙げられた。
また1950年代前半から1990年代にかけて、マリンズは多くの極右団体やネオ・ファシズト団体に参加していた。

## 著書
- 『衝撃のユダヤ5000年の秘密―ユダヤはなぜ文明に寄生し破壊させたか?』歴史修正学会 訳 日本文芸社 1995、『真のユダヤ史』天童竺丸 訳・解説 成甲書房 2012、原書Mullins' New History of the Jews, The International Institute of Jewish Studies, Staunton, Virginia, 1978, reprint of 1968 edition.
- 『民間が所有する中央銀行―主権を奪われた国家アメリカの悲劇』林伍平 訳 秀麗社 1995、The Secrets of the Federal Reserve, 1952. Reprinted John McLaughlin, 1983
- 『世界権力構造の秘密―闇の犯罪秘密結社の恐るべき野望』天童三郎 訳 日本文芸社 1995、『世界権力構造の秘密　上下』天童竺丸 訳 成甲書房 2007、原書The World Order: Our Secret Rulers, Staunton, Virginia: Ezra Pound Institute, 1992
- 『医療殺戮―現代医学の巨悪の全貌』矢部真, 天童竺丸 訳 面影橋出版 1997、原書Murder by Injection: The Medical Conspiracy Against America, The National Council for Medical Research, Staunton, Virginia
- 『カナンの呪い―闇の世界権力の系譜』笹川英資 訳 ラ・テール出版局 1998、『カナンの呪い―寄生虫ユダヤ3000年の悪魔学』太田龍 監訳 成甲書房 2004、原書The Curse of Canaan: A Demonology of History, Revelation Books, Staunton, Virginia, 1987